# Parafia św. Wawrzyńca w Nakle nad Notecią
 Parafia św. Wawrzyńca w Nakle nad Notecią – parafia rzymskokatolicka należąca do dekanatu Nakło w diecezji bydgoskiej.
Została utworzona na przełomie XI/XII wieku
Do parafii należy zachodnia część Nakła nad Notecią oraz Bielawy, Lubaszcz i Olszewka.

## Proboszczowie
- ks. Ignacy Klimacki (1942–1987)[2]
- ks. Edward Wosik (1987–1990)[2]
- ks. Jan Andrzejczak (1990–2004)[2]
- ks. Grzegorz Nowak (2004–2017)[2]
- ks. Zbigniew Zimniewicz (2017–2018)[2]
- ks. Michał Adamczyk (2018– )[2]

## Galeria

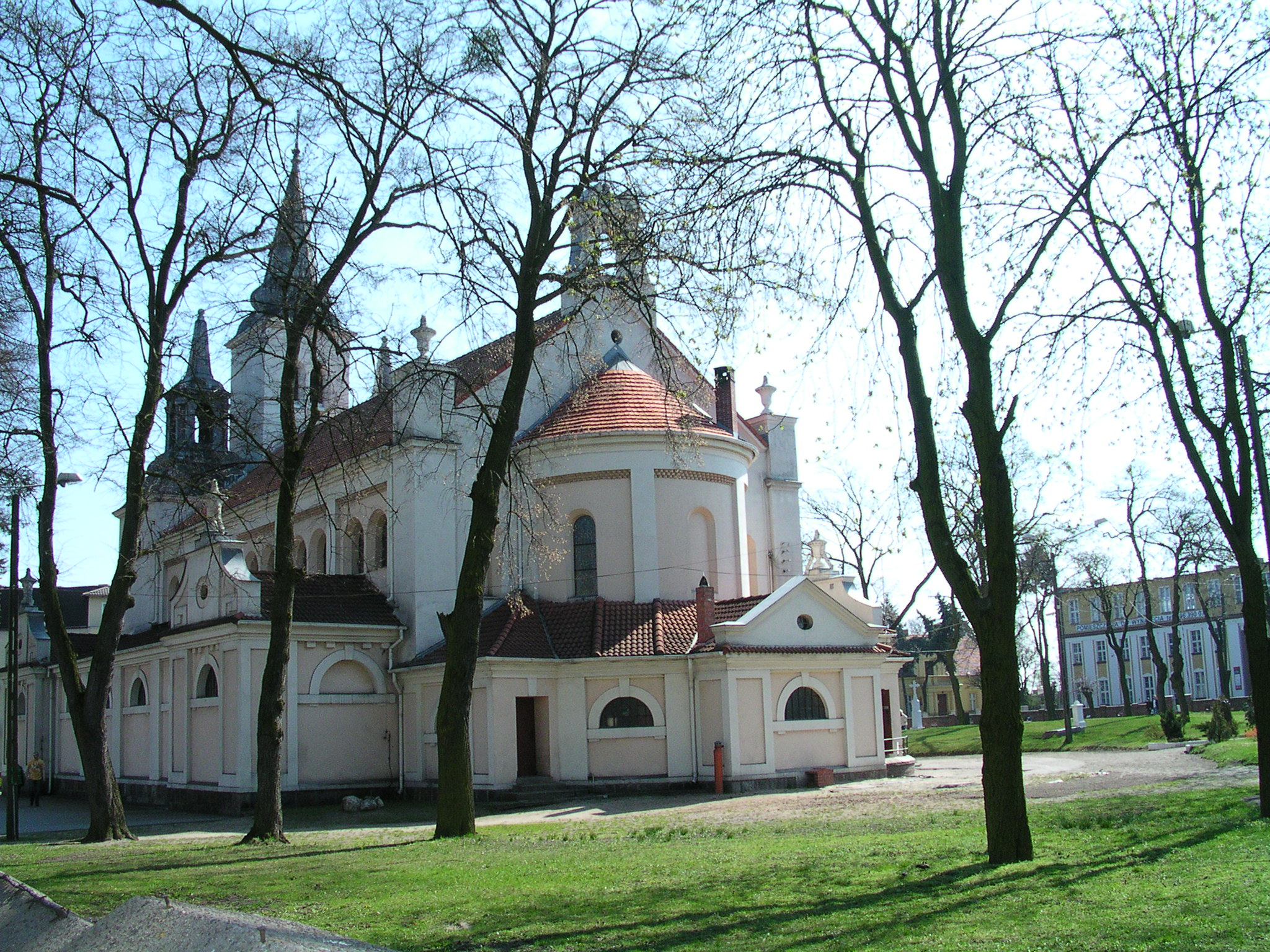
Kościół św. Wawrzyńca
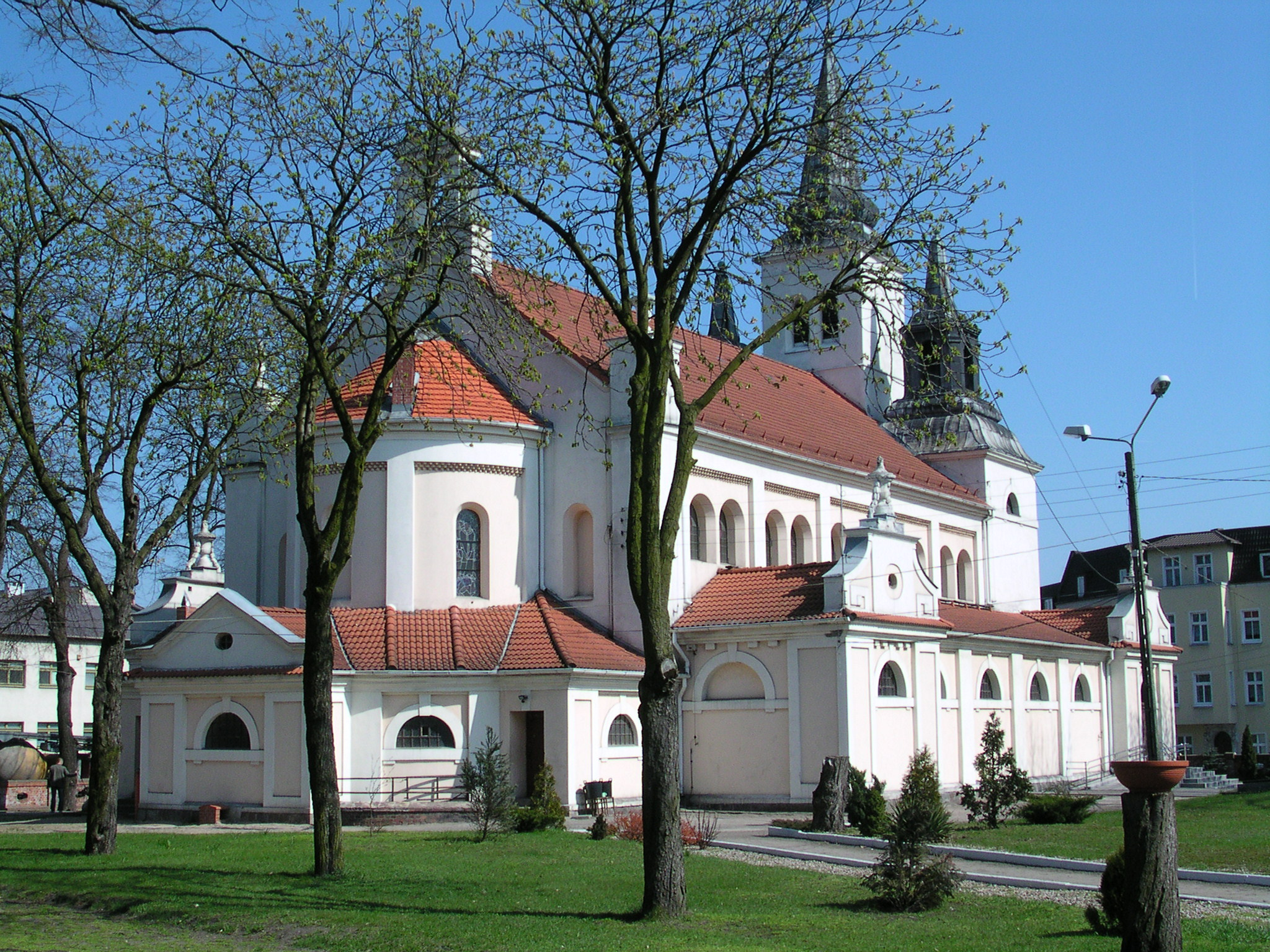
Fara
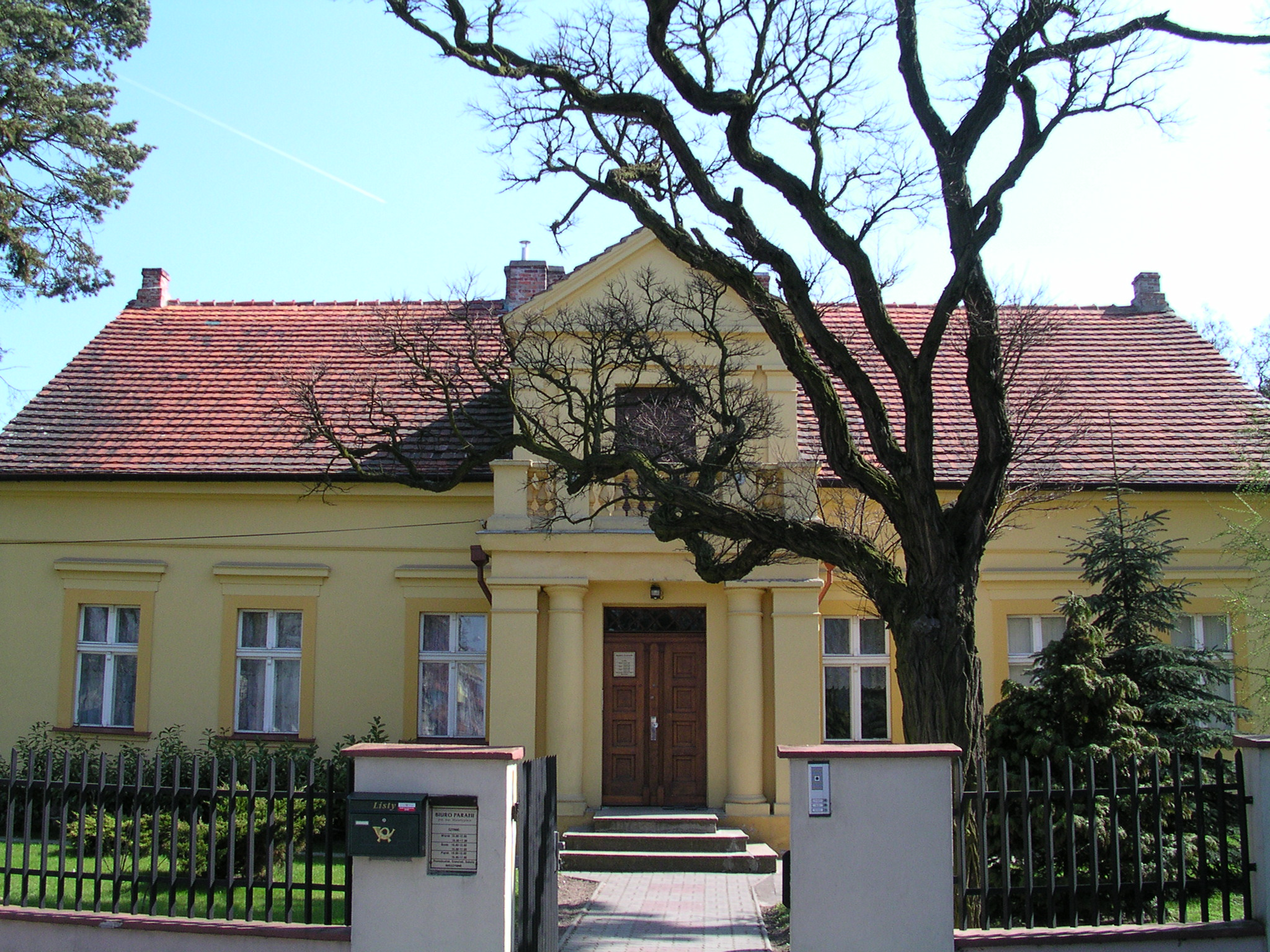
Parafia św. Wawrzyńca, plebania